# المجلس الأعلى للاتصالات
يسعى المجلس الأعلى للاتصالات وتكنولوجيا المعلومات (ictQATAR) إلى ربط أفراد المجتمع بالتكنولوجيا التي تثري حياتهم وتمنحهم مزيداً من الثقة في المستقبل. لقد بدأ المجلس عمله بخمسة موظفين فقط والآن يضم أكثر من 200 شخص ذو موهبة وتميز حقيقي.وبرغم أننا في المجلس الأعلى للاتصالات في نمو مستمر، إلا أنك تجد روح الفريق والترابط ما زالت هي السائدة في مؤسستنا، إذ أننا نؤمن بأن كل موظف لديه الكثير مما يستطيع تقديمه وأن كل عضو من فريق الأعلى للاتصالات قادر بالفعل على الإسهام بشكل فاعل وملموس في إنجاح المجلس.
إننا نفكر ونخطط ونقوم بما يمكن أن يرتقى من دولة قطر، وذلك في ضوء الرؤية الوطنية الهادفة إلى إحداث تغيير سياسي واجتماعي حقيقي ورفع تنافسية قطر على المستوى العالمي. ها هي التكنولوجيا قد بدأت تؤتى بثمارها على الذين يعملون ويعيشون في قطر بشتى الطرق وفي مختلف مجالات الحياة.
وتشمل إنجازات المجلس فتح سوق الاتصالات المحلي للمنافسة العادلة، إطلاق بوابة إليكترونية سهلة الاستخدام كواجهة لكافة المعلومات والخدمات الحكومية، زيادة الوعي بقوة وفاعلية تكنولوجيا المعلومات والاتصالات من خلال الحملة التوعية «الرقمية.. حياتك اليومية»، بالإضافة إلى مساعدة الأطفال على التعلم بصورة أكثر ابتكاريةً وتشويقاً في فصولهم المدرسية.

## تنظيم الاتصالات
وفقاً لمهامه كجهة تنظيمية، سوف يضع المجلس الأعلى للاتصالات الإطار القانوني والتنظيمي في دولة قطر، ويحتوي هذا الإطار على الأدوات التشريعية والتنظيمية
الضرورية لتأمين فتح السوق والمنافسة وحماية حقوق المستخدمين، بالإضافة إلى أساليب تسوية النزاعات والشكاوى وكذلك اللوائح والقوانين والتراخيص والقرارات المنظمة للعمل والإجراءات وأوامر العمل الإدارية.
وفي ظل هذه التفويض فإن المجلس الأعلى للاتصالات يعمل على وضع السياسات الفنية والمعايير المطلوبة لبناء قطاع اتصالات متقدم بما في ذلك إجراءات التخصيص وإدارة أطياف الراديو وسياسة الترقيم الوطني.
ويعكف المجلس الأعلى للاتصالات على وضع التفاصيل الدقيقة الخاصة بالترقيم وعدد التراخيص التي سيتم منحها، وعقب دخول الشركات الجديدة المقدمة للخدمة سيتم الاستماع إلى اقتراحاتها وآرائها من خلال «مرئيات العموم» لضمان الشفافية والعدالة والجودة.
.

### حملة الرقمية..حياتك اليومية
يعمل المجلس الأعلى للاتصالات وتكنولوجيا المعلومات على توصيل أفراد المجتمع القطري في الفصل الدراسي والمنزل والمكتب ليجعل من دولة قطر أمة مترابطة مجتمعياً قادرة على تبوء مكانة مرموقة في القرن الحادي والعشرين.
وتهدف حملة «الرقمية.. حياتك اليومية» إلى توعية الأفراد بالمزايا التي توفرها التقنيات والابتكارات الحديثة لإثراء حياتهم اليومية والإمكانات الهائلة التي يمكن أن تقدمها لهم في المستقبل. وتلقي الحملة الضوء على الآثار الإيجابية للتكنولوجيا في مختلف القطاعات بما في ذلك الصحة والتعليم والأعمال والاتصالات.
وتشمل الحملة إعلانات توعوية في التليفزيون والسينما والإعلانات المطبوعة في الصحف والمجلات عن أثر الرقمية بالإضافة إلى عدد من الفعاليات للأطفال والشباب والكبار.

## حملة كليك الإعلامية
تعمل بوابة دولة قطر على الإنترنت «حكومي» على تقريب الخدمات والمعلومات الحكومية وجعلها في متناول كل من يعيش ويعمل في دولة قطر. وتعد البوابة أحد الجهود الحكومية لتحديث القطاع الحكومي ورفع كفاءة العمل به. بجانب تقديمها معلومات عن 48 مؤسسة حكومية، توفر بوابة حكومي التي تم إطلاقها في عام 2007 أكثر من 290 خدمة منها 56 خدمة يتم انجازها إلكترونيا، كما سيتم إضافة المزيد من الخدمات المتميزة مستقبلا من أجل تحسين الحياة اليومية للأفراد ورجال الأعمال على حد سواء.
وقد دشن المجلس الأعلى للاتصالات وتكنولوجيا المعلومات (آي سي تي قطر) الحملة الجديدة بعنوان «كليك» Click للتوعية بخدمات «حكومي» بوابة دولة قطر على الإنترنت www.gov.qa. «أبوي دفع فاتورة الماي بضغطة واحدة» و«أمي طلعت بطاقة صحية بضغطة واحدة» - هكذا بدأت الحملة بهاتين الخدمتين لتكونان بين أول الخدمات الإلكترونية التي يتم الترويج لها.
وتستمر الحملة طوال عام 2009 حيث سيتم إبراز خدمات «حكومي» في جميع أرجاء دولة قطر من خلال اللوحات الإعلانية الخارجية الموجودة في شوارع مدينة الدوحة والطرق الخارجية السريعة المودية للمدن الأخرى. كما تم تصميم شارات اليكترونية خاصة بخدمات حكومي لعرضها على المواقع الإلكترونية للصحف المحلية والمؤسسات الحكومية التي خدماتها عبر البوابة.

## التعليم الإلكترونى
خلال القرن الحادي والعشرين، ثبت أن للتعليم القدرة على التأثير الإيجابي المستمر على الناس بمختلف أعمارهم، وذلك بفضل تقدم تكنولوجيا الاتصالات والمعلومات.
هذه القوة الثنائية، التعليم وتكنولوجيا الاتصالات والمعلومات تساعدنا على وجه الدقة في التعرف على قدراتنا كبشر، كما تمكننا من فهم العالم من حولنا والتواصل معه عبر طرق جديدة تتجاوز قيود الزمان والمكان وربط وبناء مجتمعات تتقاسم تبادل المعرفة.
وبدعم من تكنولوجيا الاتصالات والمعلومات أصبح التعليم ملبيا للاحتياجات الشخصية وأكثر قدرة على كسر الحواجز وزيادة الفرص.
واستطاع المجلس الأعلى للاتصالات وتكنولوجيا المعلومات بفضل برنامجه للتعليم الإلكتروني أن يستقطب إلى قطر المزايا المتقدمة للتعليم وتكنولوجيا الاتصالات والمعلومات
بما يجعل تكنولوجيا المعلومات والاتصالات منظومة متكاملة وجزء لا يتجزأ من رحلة الطلاب في مسيرتهم التعليمية.
نحن نشجع الطلاب ليصبحوا متحمسين للتعامل مع تكنولوجيا التعليم الإلكتروني بيسر ليكتسبوا مهارات الكفاءة الإنتاجية بسلاسة، والقدرة على الابتكار والتطور. وبذلك نضمن أن اجيال المستقبل في قطر سيكون لها صوتا مسموعا في المنتديات العالمية.

## التعاملات الإلكترونية
في ظل ما تشهده الدولة من نمو اقتصادي يعمل المجلس الأعلى للاتصالات وتكنولوجيا المعلومات (آى سى تى قطر) على تقديم الدعم المستمر في هذا المجال، وذلك عن طريق تشجيع الاستثمارات الأجنبية والسياحة وتهيئة المناخ لتحتل قطر موقعاً رائداً على المستوى العالمي.
وكذلك يقوم المجلس بتقديم المساعدة للشركات الصغيرة والمتوسطة بتوفير التكنولوجيا التي تساعدها على دخول الأسواق الجديدة لتصبح أكثر قدرة على المنافسة محلياً وعالمياً.

## الصحة الإلكترونية
تستند الرؤية الوطنية لدولة قطر في مجال الخدمات الصحية الإلكترونية على وضع نظام صحي يتمتع بالكفاءة وسرعة الاستجابة والنتائج الفعالة ليتماشى مع الإصلاحات السياسية والاقتصادية والاجتماعية بالدولة الرامية إلى وضع نظام خدمات صحي متكامل وبمواصفات عالمية، بما يضمن لكل السكان وعلى اختلاف أعمارهم التمتع بحياة أكثر صحة طول حياتهم.
ويستند نظام الرعاية الصحية في دولة قطر على اعتماد برامج متطورة وتنشيط تكنولوجيا الاتصالات والمعلومات وذلك تحت إشراف المجلس الأعلى للاتصالات وتكنولوجيا المعلومات «أي سي تي قطر» وبالشراكة مع الهيئة الوطنية للصحة ومؤسسة حمد الطبية.وسيسهم برنامج الصحة الإلكترونية في وضع البنية التحتية الرقمية الضرورية لتعزيز جميع جوانب الرعاية الصحية في مجالات الوقاية والكشف وتشخيص الأمراض والعلاج وإعادة التأهيل.
وقد حددت دولة قطر عام 2010 موعدا مستهدفا لاستكمال تطبيق إستراتيجية الرعاية الصحية الإلكترونية.
ولإستراتيجية الصحة الإلكترونية المزايا التالية:
- الشمول: يجب أن يتوفر للمستخدمين إمكانية الحصول على طيف واسع من الخدمات الصحية ومنتجاتها، بدءا من المعلومات الصحية العامة وحتى المراقبة عن بعد للحالات المزمنة مثل ارتفاع ضغط الدم
- الأمان: الحفاظ على سرية وسلامة المعلومات
- الكفاءة: أن تكون المعلومات متوافرة عند الطلب
- التوافقية: يجب أن تكون المعلومات متوافقة مع الأنظمة المختلفة حتى يمكن تبادلها بين المستخدمين بسهولة عالميا ومحليا، بغض النظر عن اختلافات البنية التحتية لمستخدمي تكنولوجيا المعلومات والاتصالات.
- السرعة: سرعة حركة البيانات حتى في حالة الملفات الكبيرة ينبغي أن يتم تبادل المعلومات في وقت قصير وبسهولة ويسر.

## الحكومة الإلكترونية
يفيد برنامج الحكومة الإلكترونية مجتمع تكنولوجيا المعلومات بدولة قطر. فبفضل الحكومة الإلكترونية، أصبح باستطاعة الفريق الواحد من الإفراد مشاطرة وتبادل المعلومات لتحقيق الفائدة لكافة الجمهور ودعم خطة قطر الطموحة لتطوير المجتمع اجتماعيا واقتصاديا.
وتهدف مشاريع الحكومة الإلكترونية إلى:
زيادة الخدمات الإلكترونية للمواطنين والشركات مع رفع كفاءة هذه الخدمات وتيسر سبل الوصول إليها
توفير هيئات حكومية متكاملة وذات كفاءة عالية من خلال الاستخدام المبدع لتكنولوجيا الاتصالات والمعلومات
زيادة شفافية المؤسسات الحكومية وتشجيع المشاركة في العملية الديمقراطي

## مبادرة الشبكة الحكومية الإلكترونية
أعلن المجلس الأعلى للاتصالات وتكنولوجيا المعلومات (آي سي تي قطر) في 25 مايو 2009 عن مشروع لإنشاء شبكة إلكترونية لربط الهيئات الحكومية وتيسير تبادل الكم الهائل من المعلومات بين الهيئات الحكومية.
وستكون هذه الشبكة بمثابة أداة آمنة وموثوقة تلبي احتياجات هذه الهيئات من التدفق الآمن للمعلومات بما فيها المعلومات الخاصة والسرية فيما بينها. وستتيح الشبكة - التي
ينفذها المجلس ضمن برنامج الحكومة الإلكترونية المتكاملة i-Gov - للهيئات الحكومية في الدولة الربط المباشر فيما بينها من خلال شبكة إلكترونية آمنة بما يسمح بتحسين تبادل البيانات وتعزيز أمن الخدمات الإلكترونية.

## الأمن الإلكترونى
انشأ المجلس الأعلى للاتصالات وتكنولوجيا المعلومات فريق مركز قطر للاستجابة لطوارئ الحاسبات «كيو سيرت» لتوفير الحماية لنظم تكنولوجيا المعلومات والاتصالات بدولة قطر.